# Castèlnau d'Estretasfonts
Castèlnau d'Estretasfonts (francès Castelnau-d'Estrétefonds) és un municipi occità del Llenguadoc, del departament de l'Alta Garona, a la regió Occitània.

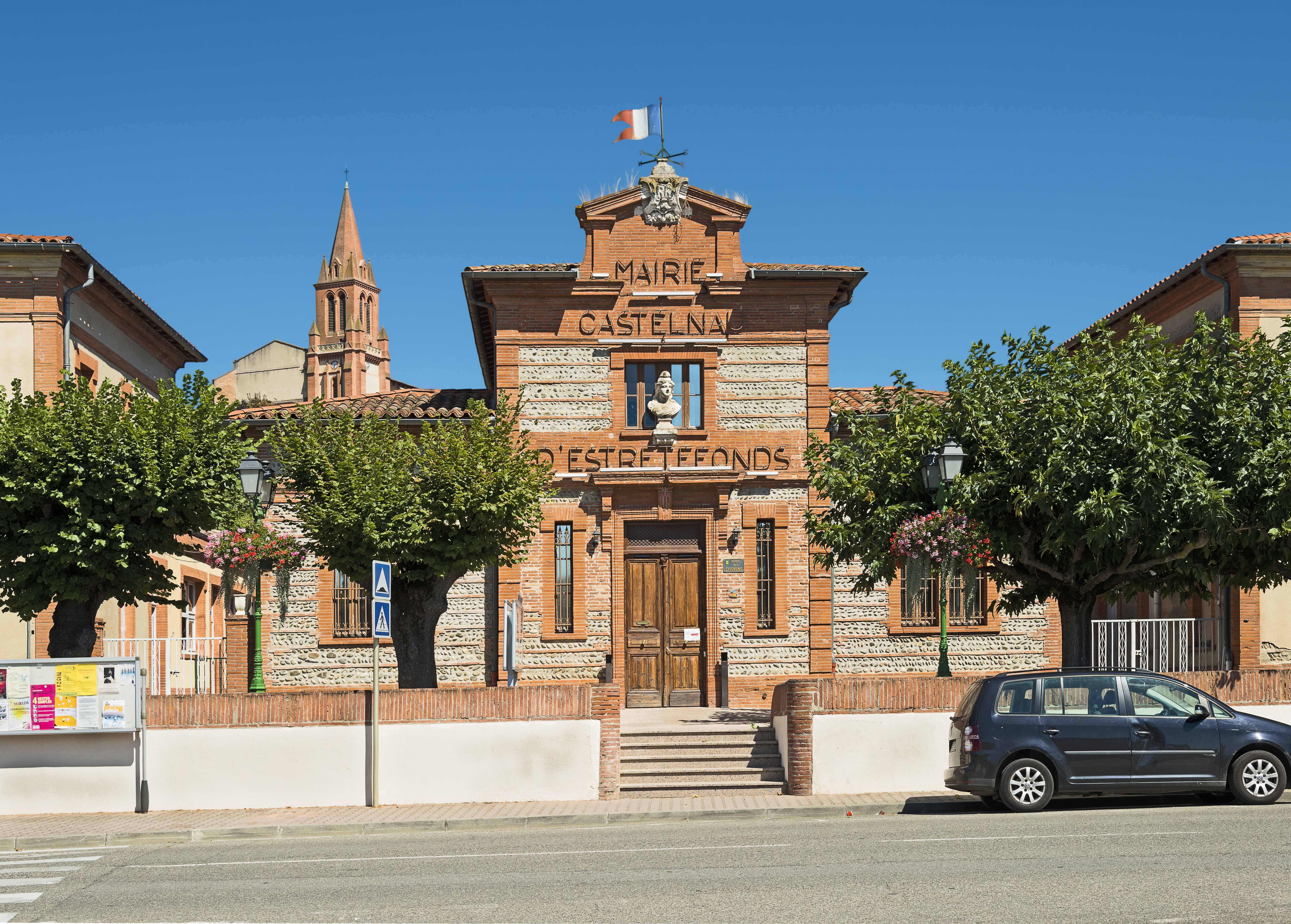
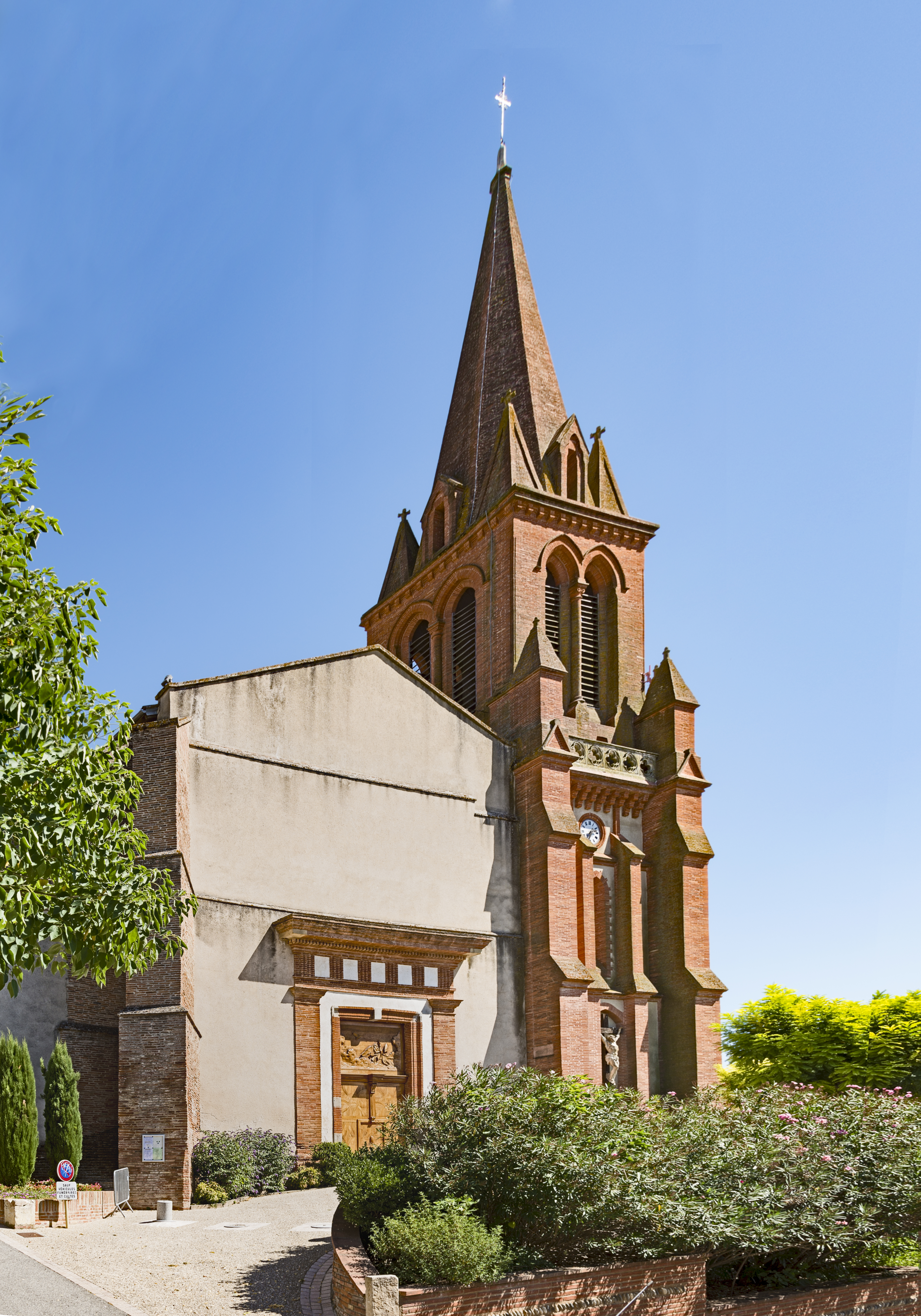
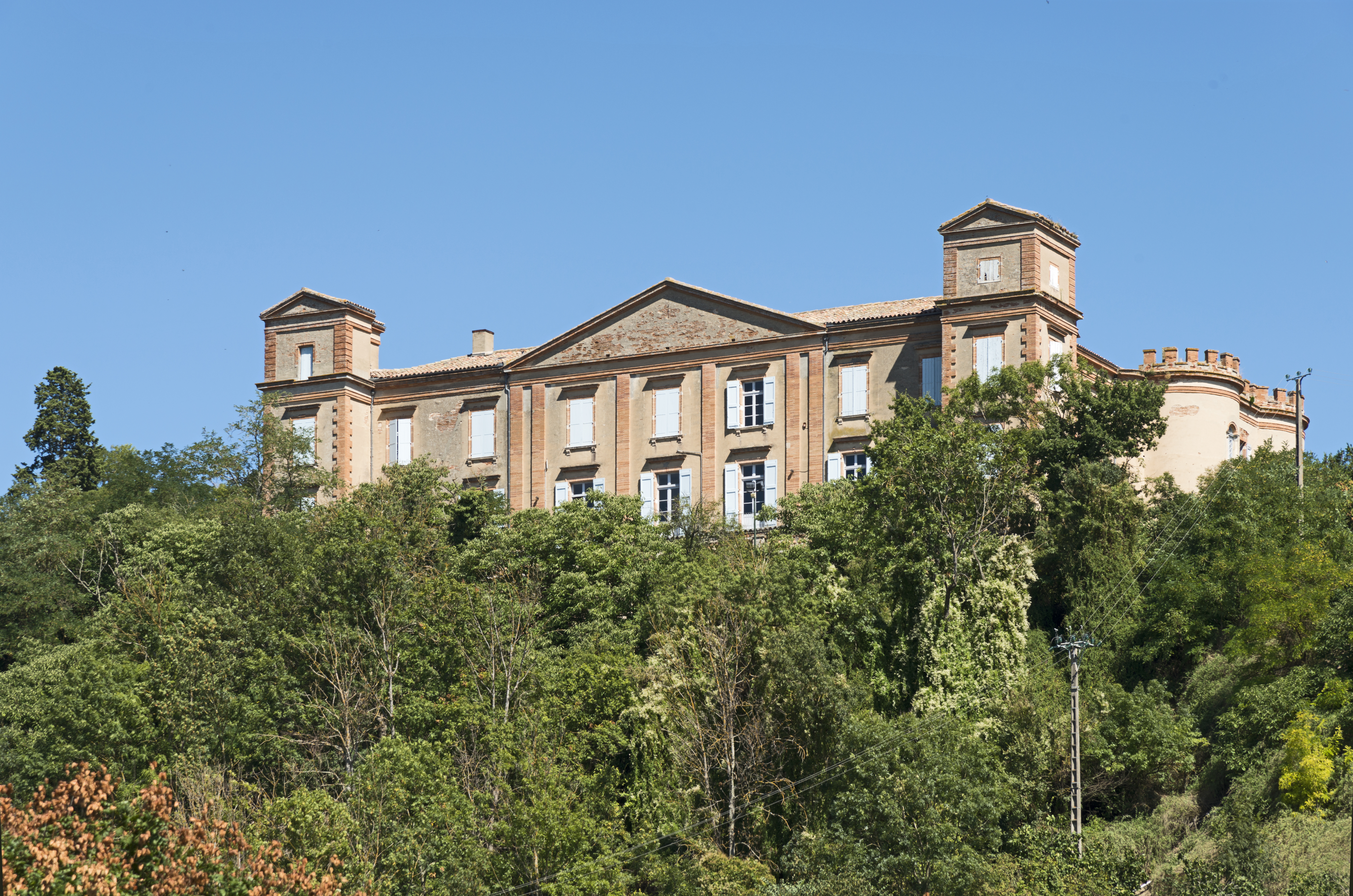